# Тропинка в городском парке Арля
«Тропинка в городском парке Арля» (нидерл. Wandelpad in het park) — картина Ван Гога, написанная в сентябре 1888 года в Арле. Пейзаж находится в Музее Крёллер-Мюллер в Оттерло (Нидерланды).

## Описание
На картине изображена дорожка, окружённая деревьями разных оттенков зелёного и жёлтого, поскольку лето сменяется осенью. Небо голубое, и люди гуляют по дорожке, наслаждаясь прекрасными окрестностями. «Тропинка в городском парке Арля» представляет гармоничный пейзаж; тонкий колоризм Ван Гога позволяет ему сочетать различные оттенки зелёного и жёлтого с синевой неба и камнями на тропинке.
Ван Гог создал картину в середине сентября 1888 года, вскоре после того, как закончил другой вид парка: «Сад поэта». Ван Гог изобразил парк в других работах этого периода, включая «Вход в городской парк в Арле» и «Общественный парк в Арле».

## Галерея

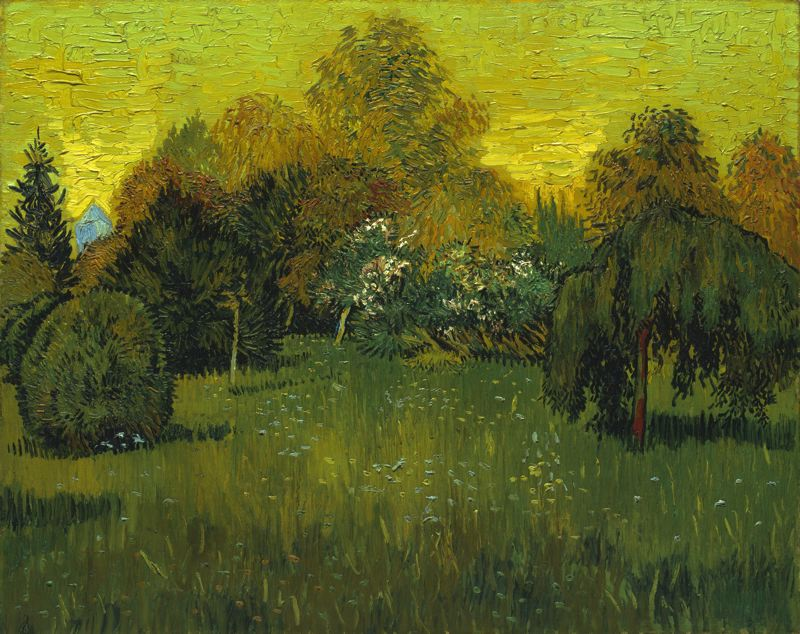
«Сад поэта» (F468)
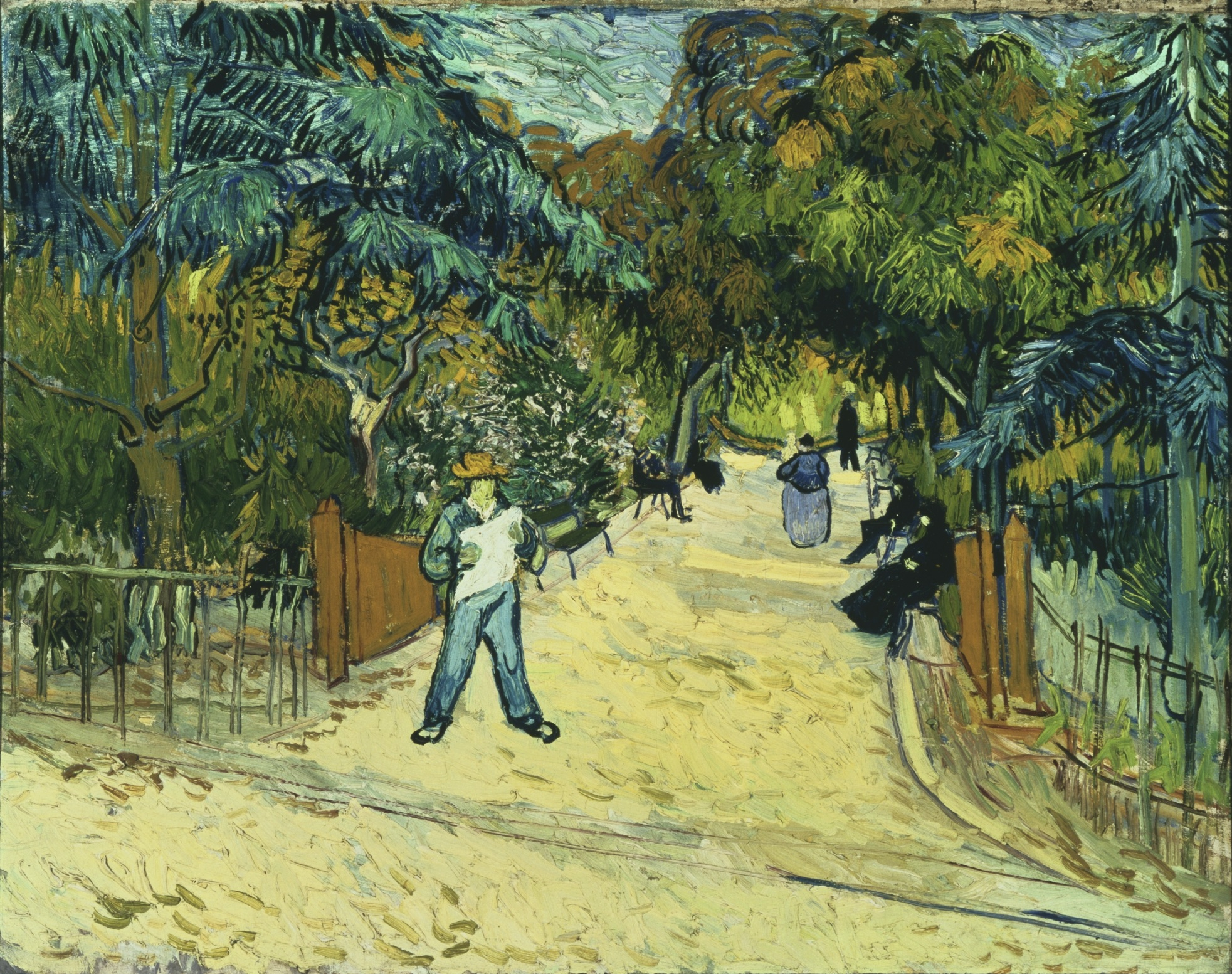
«Вход в городской парк в Арле» (F566)
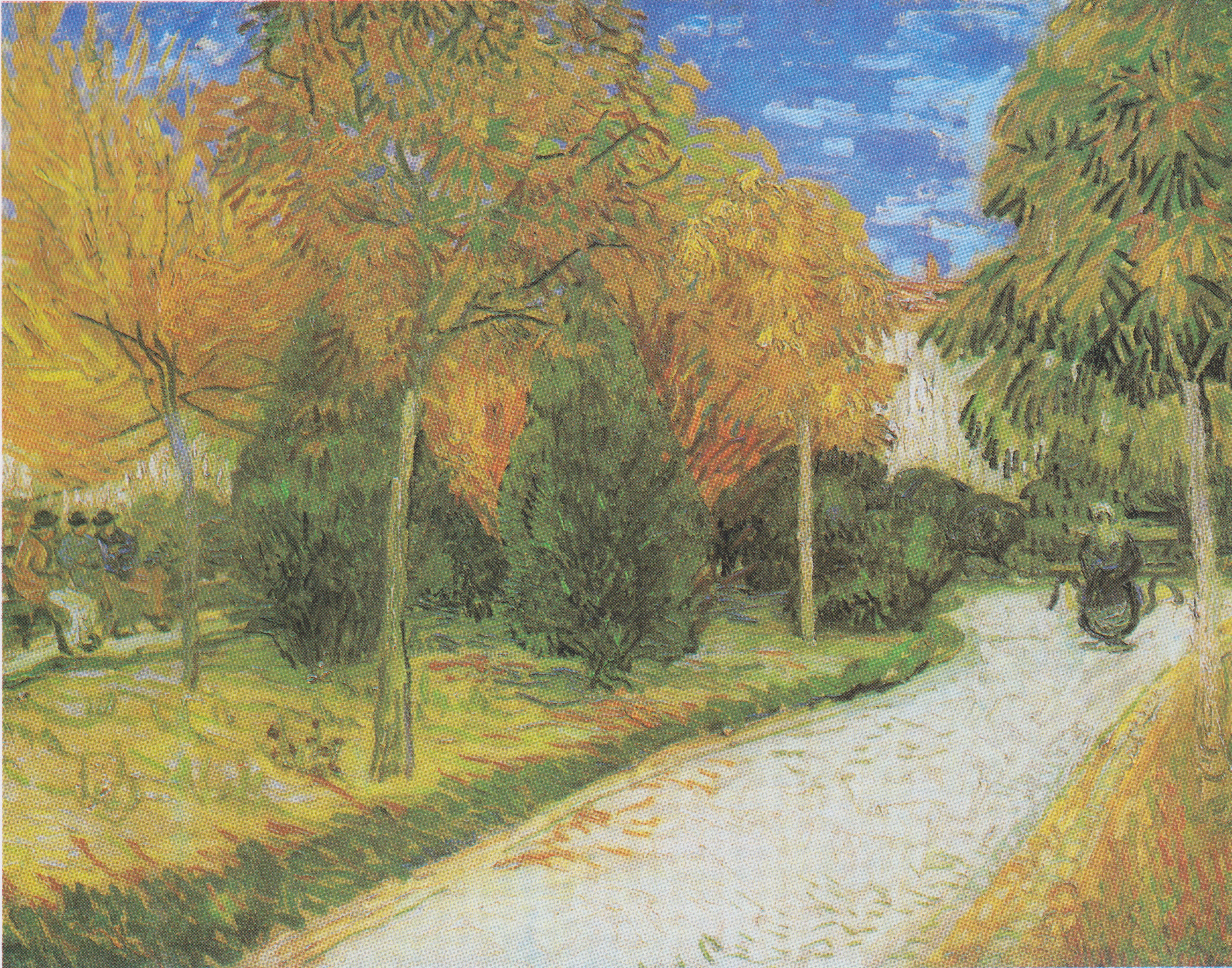
«Общественный парк в Арле» (F472)